# Аморетти, Мария Пеллегрина
Мария Пеллегрина Аморетти (итал. Maria Pellegrina Amoretti; 12 мая 1756 — 12 ноября 1787) — итальянский юрист. Одна из первых женщин в истории, получивших ученую степень в Италии — после Елены Корнаро Пископии, Лауры Басси и Кристины Роккати. Автор трактата Tractatus de jure datium apud romanos (трактат о законе, данном римлянами).

## Биография
Племянница писателя и учёного Карло Аморетти, Мария в двенадцать лет говорила на двух классических языках — латинском и греческом, в пятнадцать участвовала в обсуждениях философии и физики и изучала право по книгам своего старшего брата.
Несмотря на несомненную ценность, она столкнулась с большими трудностями при поступлении в аспирантуру из-за положения женщин. После того, как она была отвергнута Туринским университетом, в Университете Павии 25 января 1777 года ей удалось всё же получить юридическое признание своей докторской диссертации, заключавшейся в серии публикаций, одна из которых касалась Беатриче д’Эсте.
Современный поэт Джузеппе Парини посвятил ей оду La laurea (Per la laurea in ambe le leggi conferita nella R. Università di Pavia alla Signora Maria Pellegrina Amoretti d’Oneglia. Ode).
В её альма-матер установлена памятная доска в честь её защиты.
В Prospetto biografico delle donne italiane Женева Каноници Фачини описывает её как раннюю феминистку, сторонника гражданских прав женщин.
Имя Марии Аморетти носит одна из улиц в Генуе.